# Сабельник болотный
Са́бельник боло́тный (лат. Cómarum palústre) — вид травянистых растений рода Сабельник (Comarum) семейства Розовые (Rosaceae).

## Название
Под названием «сабельник» в России известно несколько растений, которые формой своих мечевидных листьев или побегов напоминают саблю; таковы, например: Аир обыкновенный (Acorus calamus L.), Тростник обыкновенный (Phragmites communis Trin.), Ирис аировидный (Iris pseudacorus L.), Горец змеиный (Polygonum bistorta L.).

## Ботаническое описание

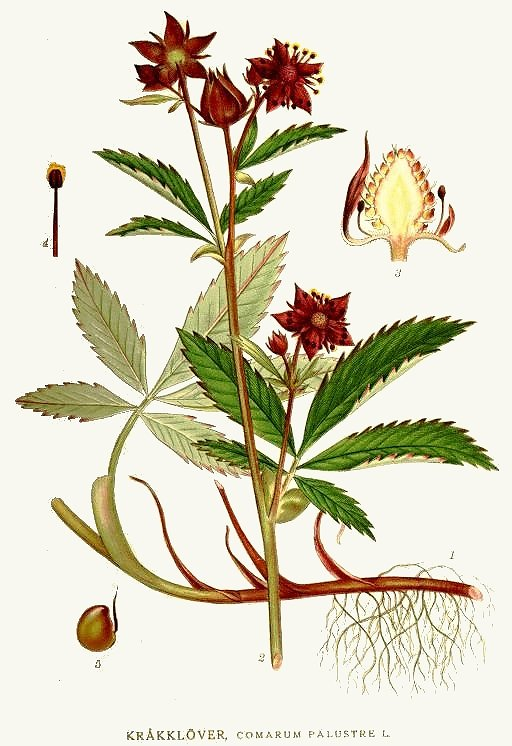

Растение перезимовывает при помощи длинного, ползучего, ветвистого, довольно крепкого корневища, покрытого короткими волосками.
Корневище даёт приподнимающиеся побеги, несущие перистые листья о 5—7 сближенных, продолговатых, по краю остропильчатых листочках; верхняя сторона листочков тёмно-зелёная, нижняя серовойлочная; к черешку вполне приросли прилистники.
Цветки немногочисленные, тёмно-красного цвета, обоеполые, правильные, типичные для семейства Розовые, к которому относится само растение. Чашечка двойная; подчашие состоит из пяти довольно мелких листьев; чашелистиков также пять; они яйцевидные, заострённые, внутри тёмно-красные; лепестки ланцетные заострённые, тёмно-красные, в два или три раза короче чашелистиков; их также пять. Тычинок и пестиков много. Формула цветка: {\displaystyle \ast K_{(5)}\;C_{5}\;A_{\infty }\;G_{\underline {\infty }}}
Плодики — голые семянки, сидящие на губчато-мясистом цветоложе.

## Распространение и экология
Сабельник встречается по всей России до Ледовитого океана и на юге до Чёрного моря.
Растёт по сырым и болотистым местам.

## Химический состав
Пектин из травы C. palustre (комаруман) состоит из галактуроновой кислоты (64 %), галактозы (13 %), рамнозы (12 %), арабинозы (6 %) и следов ксилозы и глюкозы. В траве и корнях C. palustre обнаружены различные фенольные соединения: процианидины (В1, В3), катехины, галловая кислота, эллаготаннины (педункулагин, потентилин, агримониин, агримоновая кислота А и В), флавоноиды (изокверцитрин, миквелианин, рутин, астрагалин, кемпферол-3-О-рамнозид, никотифлорин, тилирозид), эллаговая кислота и 2-пирон-4,6-дикарбоновая кислота. Известно о составе макро- и микроэлементов побегов C. palustre, которые способны к накоплению магния и марганца.

### Биологическая активность
Процианидины корней и пектиновые вещества (полисахарид комаруман) из травы C. palustre обладают противовоспалительными свойствами. Экспериментальные исследования сухого экстракта корней C. palustre выявили наличие нефропротекторного действия. Экстракт травы ингибирует альфа-глюкозидазу в связи с высоким содержанием эллаготаннинов.

## Хозяйственное значение и использование
В народной медицине подземные части употреблялись при заболеваниях желудка и кровотечении.
Из надземной части растения на Кавказе изготавливали краску для окрашивания шерсти в красный цвет, холсты и бумажные ткани красили в песочный цвет.
Ценное кормовое растение для северного оленя (Rangifer tarandus). Играет существенную роль в рационе весной, зимой и осенью своими корневищами, а летом надземной массой. Оленеводы относят сабельник к нажировочным кормам. Местами даёт большие запасы кормовой массы. Сохраняет значительную кормовую ценность под снегом. Листья поедаются обыкновенным бобром (Castor fiber) и европейским лосём (Alces alces Linnaeus).
Поздневесенний и раннелетний медонос, даёт пчёлам нектар и пыльцу. При сплошном произрастании растение продуцирует от 30 до 65 кг/га.

## Классификация

### Таксономическое положение
- Comarum palustre L., 1753, Sp. Pl. : 502

Вид Сабельник болотный включается в род Сабельник (Comarum) семейства Розовые (Rosaceae) порядка Розоцветные (Rosales), последовательно входящего в более крупные клады Фабиды → Розиды → Суперрозиды → Эвдикоты → Цветковые растения. Таксономическая схема в соответствии с Системой APG IV по состоянию на июнь 2024 года:
|  |                          |  |                                   |                                   |                   |  | еще 8 семейств | еще 8 семейств |                                                    |  |  |  | еще 2 вида, ожидающих подтверждения |
|  |                          |  |                                   |                                   |                   |  | еще 8 семейств | еще 8 семейств |                                                    |  |  |  | еще 2 вида, ожидающих подтверждения |
|  |                          |  |                                   | порядок Розоцветные               |                   |  |                |                | род Сабельник                                      |  |  |  |                                     |
|  |                          |  |                                   | порядок Розоцветные               |                   |  |                |                | род Сабельник                                      |  |  |  |                                     |
|  | клада Цветковые растения |  |                                   |                                   | семейство Розовые |  |                |                | единственный подтвержденный вид Сабельник болотный |  |  |  |                                     |
|  | клада Цветковые растения |  |                                   |                                   | семейство Розовые |  |                |                |                                                    |  |  |  |                                     |
|  |                          |  | ещё 63 порядка цветковых растений | ещё 63 порядка цветковых растений |                   |  |                | еще 116 родов  | еще 116 родов                                      |  |  |  |                                     |
|  |                          |  |                                   | ещё 63 порядка цветковых растений |                   |  |                |                | еще 116 родов                                      |  |  |  |                                     |

### Синонимы
- Argentina rubra Lam.
- Comarum angustifolium Raf.
- Comarum angustifolium var. parvifolium Raf.
- Comarum arcticum Gand.
- Comarum digitatum Raf.
- Comarum palustre subsp. angustifolium (Raf.) Tzvelev
- Comarum palustre subsp. arcticum (Gand.) Tzvelev
- Comarum palustre var. ambifaria (Gunnarsson) Tzvelev
- Comarum palustre var. glandulosum Farw.
- Comarum palustre var. glutinosum Tzvelev
- Comarum palustre var. myriotrichum Borbás
- Comarum palustre var. stipulaceum Carion
- Comarum palustre var. stipulatum Raf.
- Comarum palustre var. subglandulosum Borbás
- Comarum palustre var. villosum Pers.
- Comarum rubrum Gilib.
- Comarum tomentosum Raf.
- Fragaria palustris (L.) Crantz
- Fragaria pinnatifida Stokes
- Fragaria pinnatifolia Stokes
- Pancovia angustifolia Raf.
- Pancovia digitata Raf.
- Pancovia palustris Raf.
- Pancovia palustris (L.) Nieuwl.
- Pancovia palustris (L.) Bubani
- Potentilla angustifolia Raf.
- Potentilla comariformis St.-Lag.
- Potentilla comarum Nestl.
- Potentilla digitata Raf.
- Potentilla palustris (L.) Scop.
- Potentilla palustris f. ambifaria Gunnarsson
- Potentilla palustris f. glandulosa Gunnarsson
- Potentilla palustris f. subglabra Th.Wolf
- Potentilla palustris f. subsericea (W.Becker) Th.Wolf
- Potentilla palustris f. subsericea (W.Becker) Gunnarsson
- Potentilla palustris f. typica Gunnarsson
- Potentilla palustris subf. subglabra (Th.Wolf) Gunnarsson
- Potentilla palustris subf. subglabra Gunnarsson
- Potentilla palustris var. genuina Rouy & E.G.Camus
- Potentilla palustris var. parvifolia (Raf.) Fernald & B.H.Long
- Potentilla palustris var. remotifolia Rouy & E.G.Camus
- Potentilla palustris var. remotifoliola Rouy & E.G.Camus
- Potentilla palustris var. stipulacea Rouy & E.G.Camus
- Potentilla palustris var. subdigitata Rouy & E.G.Camus
- Potentilla palustris var. subsericea W.Becker
- Potentilla palustris var. villosa (Pers.) Lehm.
- Potentilla palustris var. villosa (Pers.) Gray
- Potentilla rubra Haller f.